# Hemidesmosoom

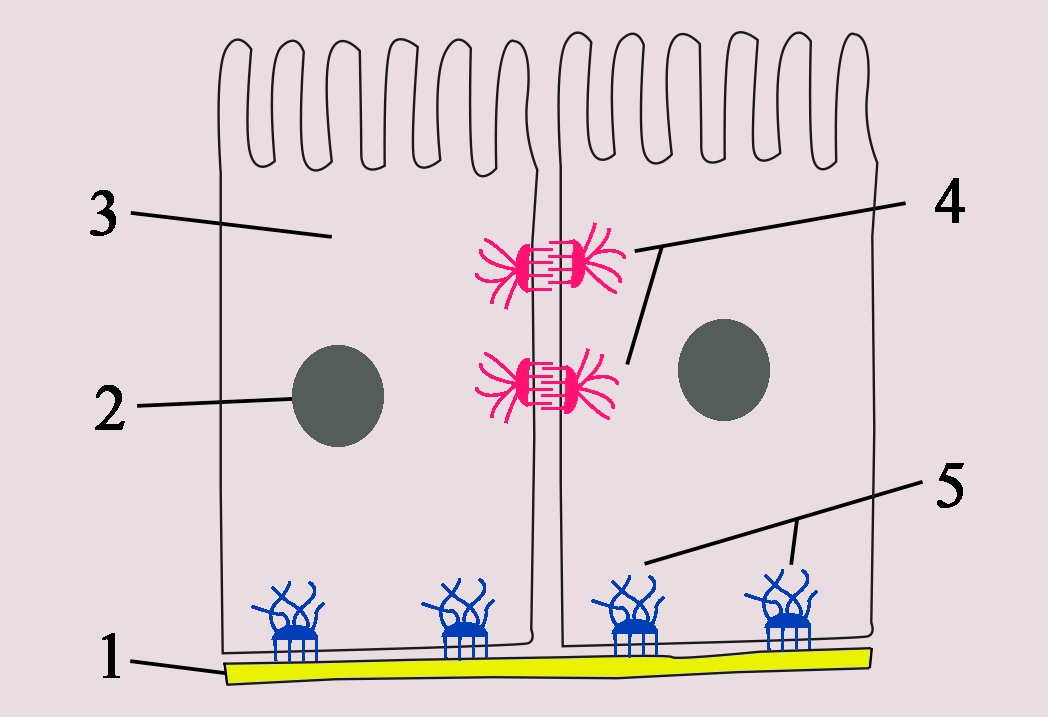
Schema van een cel. 1. Basaal membraan, 2. Celkern, 3. Cytoplasma, 4. Desmosoom, 5. Hemidesmosoom.

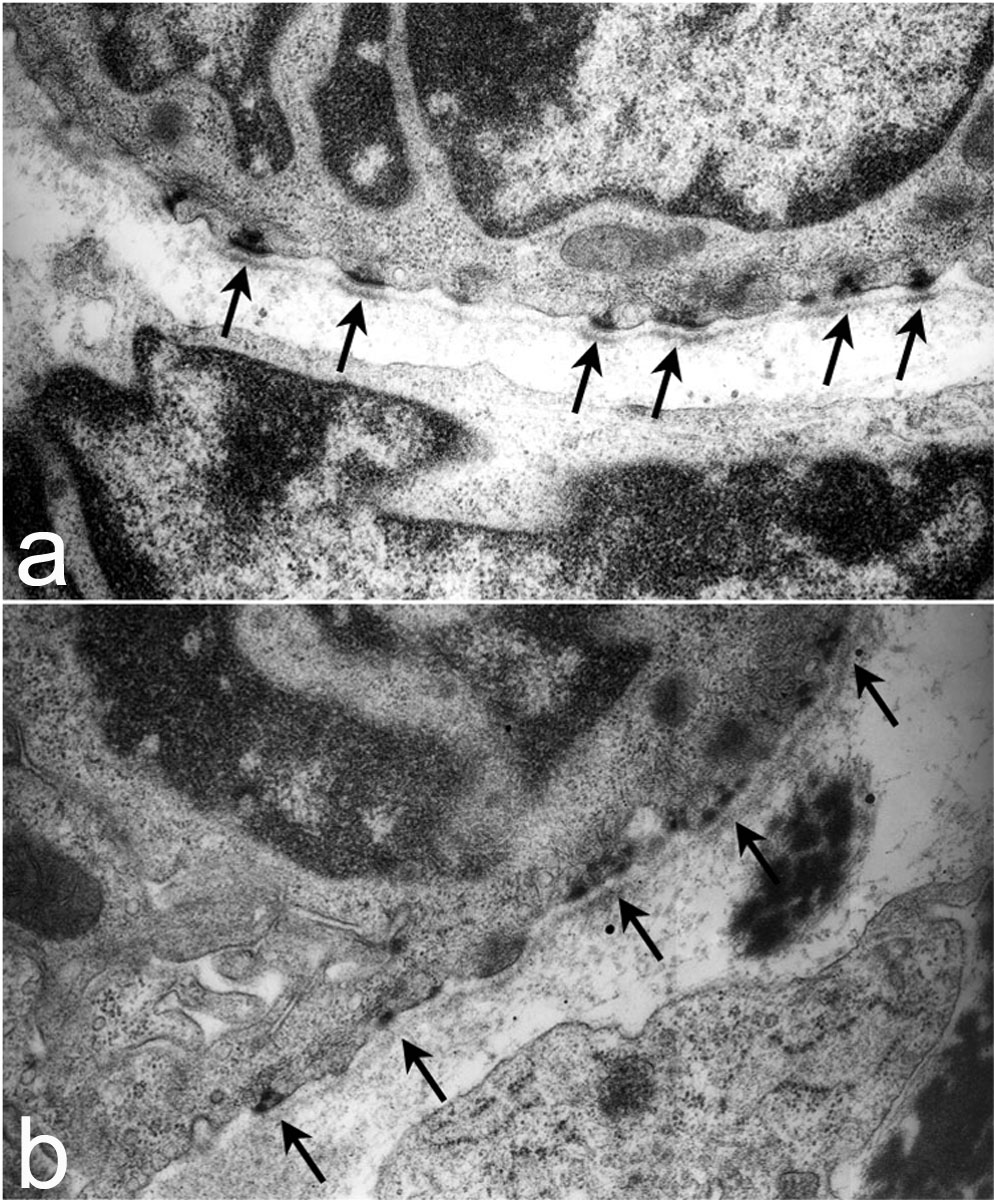
Transmissie-elektronenmicroscoop ultrastructuur van tracheale hemidesmosomen bij muizen. Bij een normale muis (a) zijn er goed gedefinieerde, georganiseerde hemidesmosomen met donkere gebieden in de lamina densa die grenzen aan het hemidesmosoom (pijlen). Daarentegen zijn hemidesmosomen in Lamc2 -/- trachea's (b) minder georganiseerd, is de intracellulaire component diffuser en mist de lamina densa direct onder de hemidesmosomale gebieden de elektronendichtheid die te zien is in de nestgenootcontrole (pijlen). Van Nguyen et al., 2006.

Hemidesmosomen zijn zeer kleine noppenachtige structuren die worden aangetroffen in keratinocyten van de opperhuid en in ander epitheel en die zich hechten aan de extracellulaire matrix. Hemidesmosomen komen vooral voor in epitheel dat een sterke hechting aan het onderliggende bindweefsel nodig heeft. Bijvoorbeeld het slijmvlies van de mond, het vaginale slijmvlies, het hoornvlies, de huid en de slokdarm. In deze organen ontstaan vaak grote mechanische krachten die de epitheelcellen zouden afscheuren als ze niet door de hemidesmosomen aan het onderliggende weefsel zouden zijn vastgehecht. Ze lijken qua vorm op desmosomen onder een elektronenmicroscoop; desmosomen hechten zich echter aan aangrenzende cellen. Hemidesmosomen zijn ook vergelijkbaar met focale adhesies, omdat ze beide cellen hechten aan de extracellulaire matrix. (Focale adhesies, ook wel focale contacten genoemd, zijn verankerende celverbindingen die het actine cytoskelet van een cel mechanisch aan het substraat (extracellulaire matrix) koppelt). In plaats van desmogleïnen en desmocollinen in de extracellulaire ruimte, gebruiken hemidesmosomen integrinen. Hemidesmosomen worden aangetroffen in epitheelcellen die de basale epitheelcellen verbinden met de lamina lucida, die deel uitmaakt van het basaal membraan. Hemidesmosomen zijn ook betrokken bij signaalroutes, zoals keratinocytmigratie of binnendringing van carcinoomcellen.

## Structuur

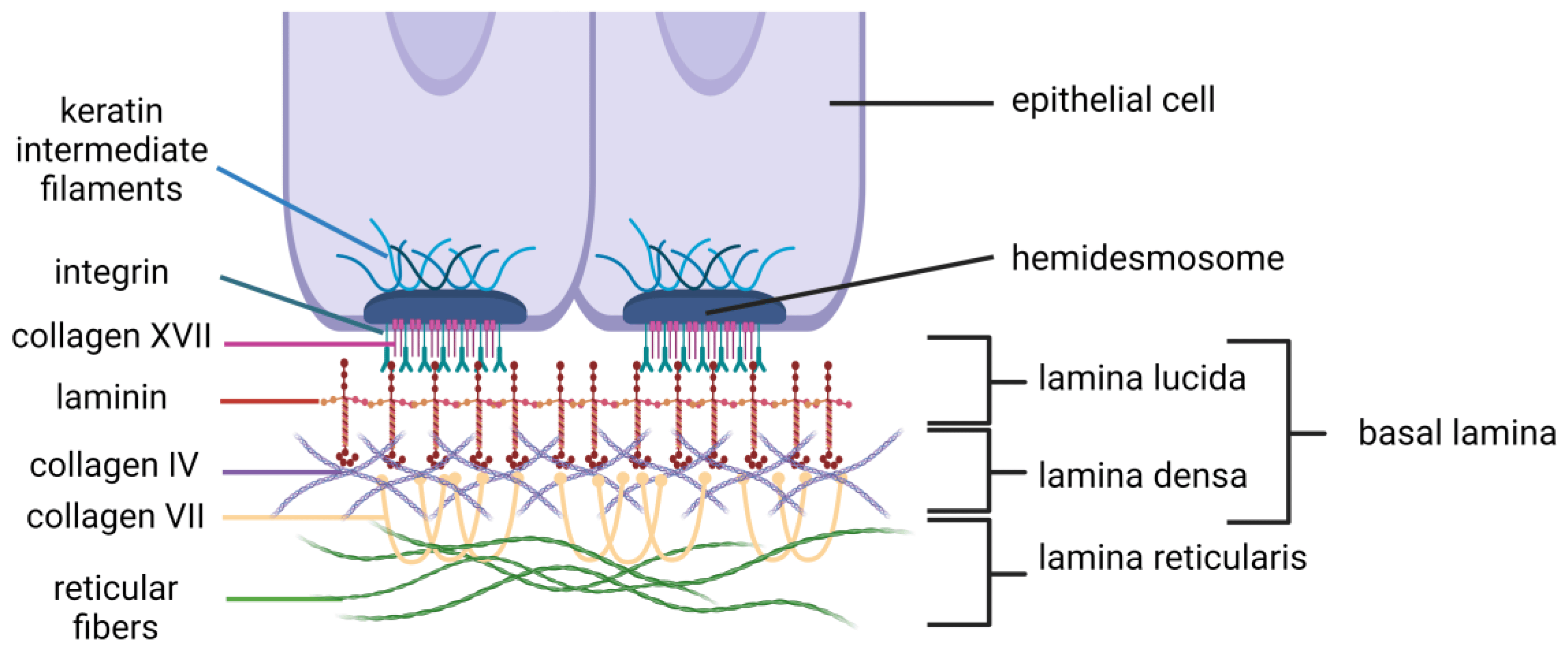
Basaal membraan zones van het epitheel

Hemidesmosomen kunnen worden onderverdeeld in twee typen op basis van hun eiwitbestanddelen:
- Type 1 hemidesmosomen worden aangetroffen in gelaagd en pseudo-gelaagd epitheel. Type 1 hemidesmosomen hebben vijf hoofdelementen: integrine α6β4, plectine in zijn isovorm 1a, d.w.z. P1a, tetraspanine-eiwit CD151, BPAG1e of bulleus pemfigoïde antigeen-isovorm e en BPAG2 (ook bekend als BP180 of type XVII collageen).[3]
- Type 2 hemidesmosomen bevatten integrine α6β4 en plectine zonder de BP-antigenen.[5]

Hemidesmosomen hebben twee membraanoverspannende componenten: Integrine α6β4 en BPAG2. Integrine α6β4 werkt als een laminine-332-receptor. Integrine α6β4 is samengesteld uit twee α- en β-subeenheiddimeren. De grotere β4-subeenheid heeft domeinen die binden aan fibronectine III en calcium. De α6-subeenheid bindt aan extracellulaire BP180, CD151 en laminine-322. Wanneer integrine α6β4 bindt aan plectine 1a en BPAG1, verbindt het zich met de keratine-intermediaire filamenten in het cytoskelet.
Hemidesmosomen zijn gekoppeld aan keratine door plectine-isovorm 1a uit de plakine-eiwitfamilie. Plectine is een 500 kDa-eiwit met een lang, staafachtig domein en een domein aan het uiteinde dat een intermediaire filamentbindingsplaats bevat. BPAG2, of (bulleuze pemfigoïde antigeen 2), is een transmembraaneiwit dat naast integrinen bestaat. BPAG2 heeft domeinen die binden aan plectine, integrine β4-subeenheid in het cytoplasma en integrine α6 en laminine-332 in de extracellulaire ruimte. CD151, een eiwit van de tetraspanine-superfamilie, bevindt zich op het celoppervlak van keratinocyten en vasculair endotheel. CD151 helpt bij de vorming van hemidesmosomen. BPAG1e is een antigeen met meerdere isovormen dat bindt aan integrine α6β4, BPAG2 en keratine 5 en 14. De belangrijkste rol van BPAG1e is zorgen voor de stabiliteit van hemidesmosomen.

## Ziekten
Het is van vitaal belang voor de homeostase van de huid dat de basale epidermale keratinocyten aan de basale lamina vastzitten. Genetische of verworven ziekten die verstoring van hemidesmosome-componenten veroorzaken, kunnen leiden tot blaarvorming tussen verschillende huidlagen. Deze worden gezamenlijk epidermolysis bullosa of EB genoemd. Typische symptomen zijn onder meer een kwetsbare huid, blaarvorming en erosie door lichte fysieke stress. De ziekte kan zich echter ook manifesteren als erosies op het hoornvlies, de luchtpijp, het maag-darmkanaal, de slokdarm, spierdystrofie en spiermisvorming.
Mutaties in 12 verschillende genen die coderen voor delen van het hemidesmosoom hebben geleid tot epidermolysis bullosa. Er zijn drie soorten EB: EB simplex (EBS), dystrofische EB (DEB) en junctionele EB (JEB). Bij epidermolysis bullosa simplex scheiden de lagen van de opperhuid zich. EBS wordt veroorzaakt door mutaties die coderen voor keratine, plectine en BPAG1e. Bij junctionele epidermolysis bullosa scheiden de lagen van de lamina lucida (onderdeel van de basale lamina) zich. Dit wordt veroorzaakt door mutaties in integrine α6β4, laminine 322 en BPAG2. Bij dystrofische epidermolysis bullosa scheiden de lagen van de papillaire dermis zich van de verankerende fibrillen. Dit wordt veroorzaakt door mutaties in het collageen VII-gen.